# محمية الشحانية
محمية الشحانية محمية طبيعية، تقع في وسط قطر على بعد 45 كم من مدينة الدوحة. افتتحت عام 1979 للميلاد، وتبلغ مساحتها حوالي 12 كم2. تقع المحمية فوق تل يشرف على الطريق وتبدو كواحة وسط الصحراء..وتوجد فوق التل أشجار خضراء يحيط بها سور أسمنتي يخفي ما وراءه. يوجد بالمحمية شلالات مياه وأشجار وحيوانات المها والريم. وقد تم تخصيص المحمية كمحمية خاصة للمها العربي المهدد بالانقراض، والذي تم جلبه من قبل الشيخ عبد الرحمن بن سعود آل ثاني من مزرعة معيذر كما تضم المحمية حظيرة لإيواء النعام.